# Dziegciary (sielsowiet Nowy Pohost)
Dziegciary  (biał. Дзегцяры; ros. Дегтяры) – wieś na Białorusi, w obwodzie witebskim, w rejonie miorskim, w sielsowiecie Nowy Pohost.
Dawniej używana nazwa – Dziechciary.

## Historia
W czasach zaborów wieś w powiecie dzisieńskim, w guberni wileńskiej Imperium Rosyjskiego.
W latach 1921–1945 wieś a następnie kolonia leżała w Polsce, w województwie wileńskim, w powiecie dziśnieńskim, od 1926 roku w powiecie brasławskim, w gminie Przebrodzie.
Według Powszechnego Spisu Ludności z 1921 roku zamieszkiwało tu 75 osób, 18 było wyznania rzymskokatolickiego, 50 prawosławnego a 7 staroobrzędowego. Jednocześnie 51 mieszkańców zadeklarowało polską, 24 białoruską. Było tu 17 budynków mieszkalnych. W 1931 w 22 domach zamieszkiwało 96 osób.
Wierni należeli do parafii rzymskokatolickiej w Ikaźni i prawosławnej w Przebrodziu. Miejscowość podlegała pod Sąd Grodzki w Drui i Okręgowy w Wilnie; właściwy urząd pocztowy mieścił się w Przebrodziu.
W wyniku napaści ZSRR na Polskę we wrześniu 1939 miejscowość znalazła się pod okupacją sowiecką. 2 listopada została włączona do Białoruskiej SRR. Od czerwca 1941 roku pod okupacją niemiecką. W 1944 miejscowość została ponownie zajęta przez wojska sowieckie i włączona do Białoruskiej SRR.
Od 1991 w składzie niepodległej Białorusi.